# Karla Kush
Karla Kush (Las Vegas, Nevada; 19 de enero de 1991) es una actriz pornográfica estadounidense.

## Biografía
Kush nació en la ciudad de Las Vegas, en Nevada, en enero de 1991, en una familia con ascendencia francosuiza y austríaca. Asistió a colegios tanto en Las Vegas como en el estado de Texas, donde se trasladó en la secundaria. A los 18 años de edad se marchó hasta Seattle, donde se casó con un oficial del Ejército, de quien se divorció unos años.
Antes de entrar en el cine X, Kush trabajó como chica webcam, pasando en agosto de 2013 a rodar sus primeras escenas. Desde entonces ha trabajado con las principales productoras del sector pornográfico como Penthouse, 21Sextury, Tushy, New Sensations, Girlfriends Films, Mile High, Evil Angel, Blacked, Reality Kings, Deeper, Pure Play Media, Vixen o Naughty America.
En 2016 grabó su primera escena de sexo anal en la película First Anal, donde también grabaron sus primeras escenas Whitney Westgate, Gigi Allens y Rebel Lynn.
En el 2017 se llevó el Premio AVN a la Mejor escena de trío M-H-M por Anal Beauty 4 junto a Alex Grey y Cristian Devil.
Ha trabajado en más de 470 películas como actriz.
Algunos de sus trabajos son A Lesbian Romance 2, A Soft Touch, Eternal Passion 3, Gardener, Gushers, Interracial Threesomes 3, Love and Zen, My Girlfriend's Mother 8, Neighbor Affair 33, Oral Appetite o Princess.

## Premios y nominaciones
| Año  | Ceremonia    | Resultado | Premio                                                 | Trabajo                                 |
| ---- | ------------ | --------- | ------------------------------------------------------ | --------------------------------------- |
| 2015 | Premios AVN  | Nominada  | Premio fan: Actriz debutante más prometedora           | —                                       |
| 2015 | Premios AVN  | Nominada  | Mejor escena de sexo en grupo                          | Orgy Initiation of Lola                 |
| 2016 | Premios AVN  | Nominada  | Mejor actriz de reparto                                | My Girlfriend's Mother 8                |
| 2016 | Premios XBIZ | Nominada  | Artista femenina del año                               | —                                       |
| 2016 | Premios XBIZ | Nominada  | Mejor escena de sexo en película de parejas o temática | My Girlfriend's Mother 8                |
| 2016 | Premios XBIZ | Nominada  | Mejor escena de sexo en película vignette              | Almost Relatives                        |
| 2016 | Premios XRCO | Nominada  | Unsung Siren of the Year                               | —                                       |
| 2017 | Premios AVN  | Nominada  | Mejor actriz de reparto                                | Forbidden Affaris 5: My Wife’s Daughter |
| 2017 | Premios AVN  | Ganadora  | Mejor escena de trío M-H-M                             | Anal Beauty 4                           |
| 2017 | Premios AVN  | Nominada  | Mejor escena de trío H-M-H                             | My Wife's Threesome Fantasy             |
| 2017 | Premios AVN  | Nominada  | Mejor escena de sexo en realidad virtual               | Party of Sex                            |
| 2017 | Premios XBIZ | Nominada  | Mejor escena de sexo en realidad virtual               | Party of Sex                            |
| 2017 | Premios XBIZ | Nominada  | Mejor escena de sexo en película lésbica               | Telepathy: A Mantis Origin Story        |
| 2018 | Premios XBIZ | Nominada  | Mejor escena de sexo en película lésbica               | Lesbian Family Affair 4                 |
| 2020 | Premios AVN  | Nominada  | Mejor escena de sexo en realidad virtual               | The Gym: A Virtual Reality Anal Workout |
| 2021 | Premios AVN  | Nominada  | Mejor escena de sexo en grupo                          | Sex-a-Holics Orgy                       |
| 2021 | Premios AVN  | Nominada  | Mejor escena de sexo lésbico en grupo                  | Lesbian Squirting Gangbang 2            |